# غلام رضا رضائي
غلام رضا رضائي (بالفارسية: غلامرضا رضایی) (مواليد 6 مارس 1984 في شيراز) لاعب كرة قدم إيراني دولي يجيد اللعب في خط الوسط . يلعب حاليا لصالح نادي برسبوليس الإيراني منذ 2010 .

## روابط خارجية
- غلام رضا رضائي على موقع قاعدة بيانات كرة القدم.إي يو (الإنجليزية)
- غلام رضا رضائي على موقع ناشيونال فوتبول تيمز (الإنجليزية)